# Fort York (Sierra Leone)
Das Fort York war ein Fort der Royal African Company auf der Insel York in Sierra Leone. Die im 17. Jahrhundert errichtete Festungsanlage diente vor allem dem atlantischen Sklavenhandel. 
Das Fort wurde vermutlich ab 1688 errichtet, 1705 von den Franzosen angegriffen und ab 1709 erneut aufgebaut. Es soll spätestens 1713 aufgegeben worden sein.  1729 wurde das Fort schon nicht mehr erwähnt; es wurde entweder nicht mehr genutzt oder war abgebrochen worden.
Die Royal African Company bezeichnete das Fort als ein stabiles Fort aus Stein mit hohen Mauern. Es soll mit 150 Männern und 20 Kanonen besetzt gewesen sein. Nach Darstellung eines Konkurrenzunternehmens der Royal African Company wurde das Fort hingegen lediglich von 10 Mann und nicht nutzbaren Kanonen gesichert. Es sei in einem schlechten Zustand gewesen und soll kaum Schutz geboten haben.